# Fessurimetro

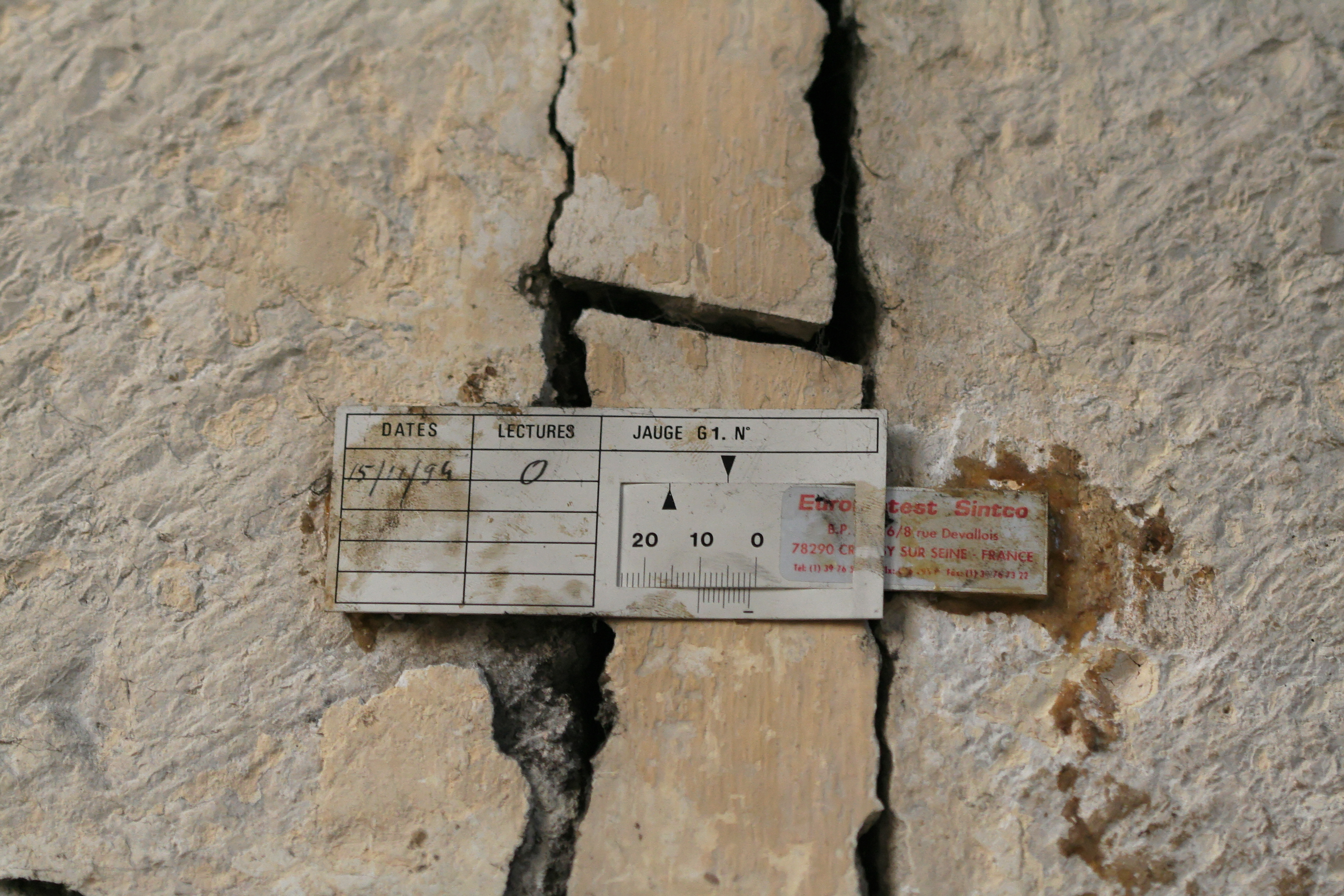
Fessurimetro graduato

I fessurimetri sono gli strumenti più semplici e immediati che consentono di monitorare l'evoluzione (in senso orizzontale e/o verticali e/o le rotazioni) delle lesioni formate sulla superficie di elementi strutturali o edifici per effetto di cedimenti e/o assestamenti. 
I fessurimetri possono essere di differenti tipi in funzione del tipo di misurazione che si vuole effettuare, tuttavia i più utilizzati sono quelli a piastra formati da due piccole piastre trasparenti lunghe 10 cm e larghe 3 cm, che si sovrappongono parzialmente per 5 cm e possono scorrere l'una sull'altra.
La piastra superiore è incisa con un sistema di due assi ortogonali (croce di riferimento), su quella inferiore è invece presente una griglia  millimetrata (sia in senso orizzontale che verticale con l'azzeramento sulle 4 parti mediane) e goniometrica.
Le due piastre vanno fissate a cavallo della fessura (mediante semplici viti o tasselli, oppure colla, silicone o altro materiale chimico adatto allo scopo), facendo in modo che la croce di riferimento sulla piastra superiore coincida con lo zero dell'asse cartesiano della griglia millimetrata inferiore.
Dopo il montaggio è buona regola segnare sulla piastra, con un pennarello indelebile la data di posa.
Dopo un determinato periodo di tempo  si procede alla lettura dello strumento.
La misura del movimento della lesione viene indicata in millimetri leggendo lo sfasamento tra la piastra con reticolo e quella millimetrata sottostante.
Qualora fosse necessaria una precisione maggiore rispetto a quella garantita dal fessurimetro (millimetro) si preferisce l'utilizzo del crepemetro con comparatore analogico centesimale.